# Rubén Ramírez
Rubén Darío Ramírez (Margarita, 17 ottobre 1982) è un ex calciatore argentino, di ruolo attaccante.

## Carriera
Inizia la carriera nelle giovanili del Colón (SF). Nel 2004 viene ceduto in prestito al Tiro Federal, che trascina con i suoi gol in Primera División, e l'anno dopo rientra alla base.
Diventa in breve tempo un giocatore chiave del sodalizio di Santa Fe. Nel febbraio 2009 si trasferisce al Racing Club e nel gennaio 2010 al Banfield. Il 30 dicembre 2010 firma un contratto annuale con il Godoy Cruz.